# Веймарський класицизм
Вираз веймарський класицизм, або веймарська класика (нім. Weimarer Klassik) виник у XIX столітті на позначення періоду, коли у Веймарі жили та працювали Крістоф Мартін Віланд, Йоганн Вольфганг фон Гете, Йоганн-Готфрід Гердер і Фрідріх Шиллер. Цю добу часто окреслюють мандрівкою Ґете до Італії в 1786 році та смертю Шиллера в 1805 році; головним літературним жанром, у якому творили автори, стала драма, в якій дотримувались правила трьох єдностей. Їхня письменницька діяльність поширювала гуманістичні та просвітницькі ідеали. У творах домінувала історична та мітологічна тематика.